# Невский судостроительно-судоремонтный завод

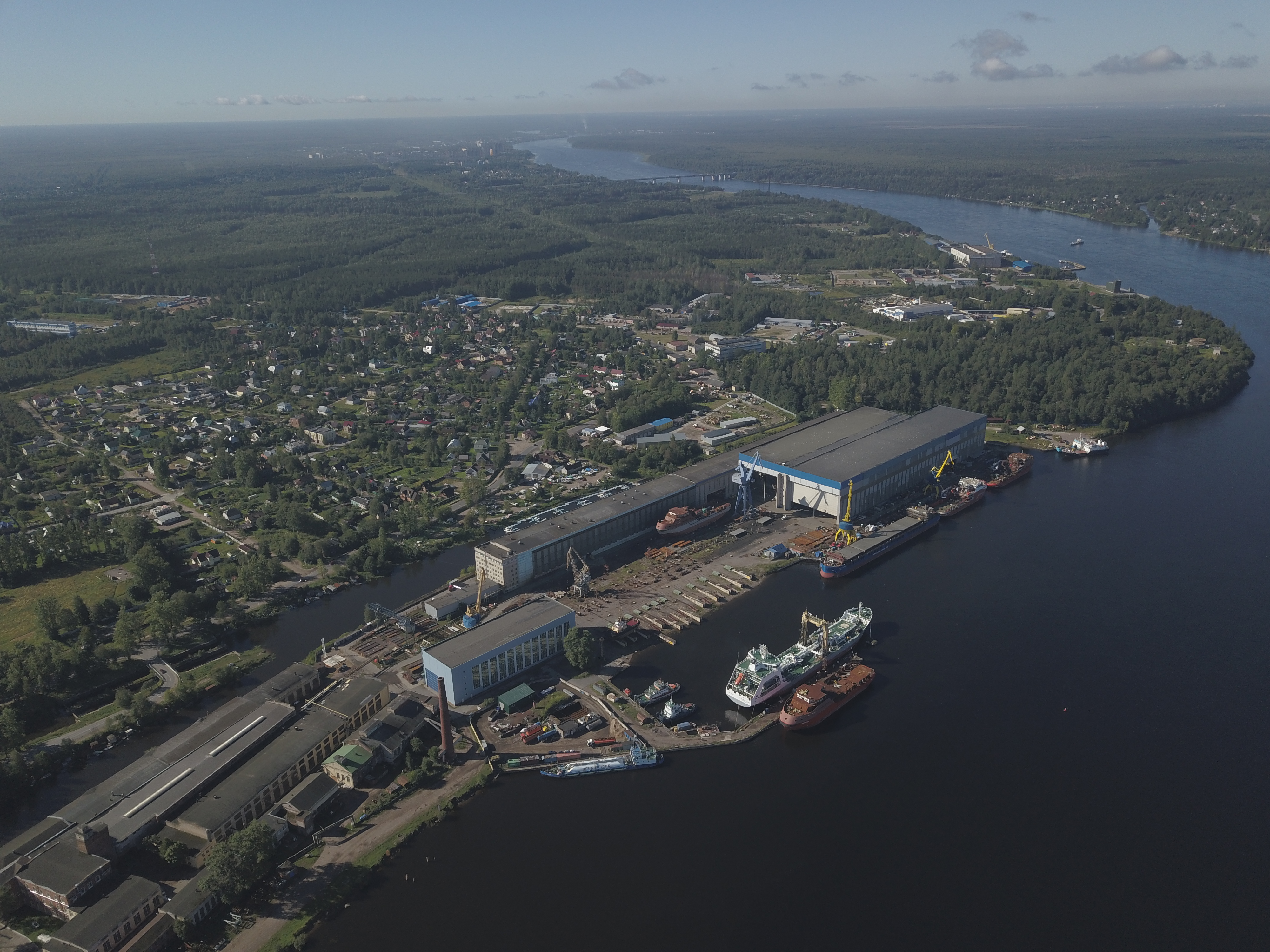
Невский ССЗ с высоты птичьего полета

Не́вский судострои́тельно-судоремо́нтный заво́д (ООО «Невский судостроительно-судоремонтный завод») — одно из старейших предприятий водного транспорта на Северо-Западе России, расположен в городе Шлиссельбурге в 40 километрах от Санкт-Петербурга вверх по реке Неве на выходе в Ладожское озеро. Основанный в 1913 году как судоремонтные мастерские завод начал самостоятельно строить суда в 1952 году. Невский ССЗ занимает площадь 21,34 га, общая акватория составляет 12,5 га. Производственные мощности завода, модернизированные в соответствии с современными судостроительными технологиями, позволяют строить суда, отвечающие всем международным стандартам. Удобное расположение завода на крупнейшей водной магистрали — Волго-Балтийском водном пути — позволяет транспортировать построенные заказы, как по внутренним водным путям, так и в Международный морской порт Санкт-Петербург для дальнейшей доставки заказчикам, а также оперативно выполнять ремонт и техническое обслуживание проходящих судов.

## О компании
Началом истории Невского завода послужило строительство крупнейшего гидротехнического сооружения Европы — Староладожского канала в 1719 году. Со временем грузопоток по Староладожскому каналу настолько возрос, что возникла необходимость в ремонте и обслуживании проходящих судов. Именно поэтому в 1913 году были открыты Шлиссельбургские судоремонтные мастерские (ныне Невский судостроительно-судоремонтный завод).
В последующие годы “Невский ССЗ” построил более 300 судов различного класса и назначения от малых пассажирских до буксиров и судов класса «река-море». Завод освоил новые технологии и увеличил производственные мощности для развития не только основного направления — судостроения, но и традиционного, судоремонта.
С 2009 года завод имеет стабильную полную загрузку судостроительными заказами от российских компаний.
Несмотря на то, что главным направлением деятельности завода является судостроение, включающее строительство всех типов судов под ключ, судоремонт по-прежнему остается одним из важных составляющих деятельности предприятия. Он включает навигационный, текущий, средний ремонты, ремонт в объеме промежуточного докования, модернизацию и переоборудование судов.
Удобное расположение завода на крупнейшей водной магистрали — Волго-Балтийском водном пути — позволяет транспортировать построенные заказы, как по внутренним водным путям, так и в международный Морской порт Санкт-Петербург для дальнейшей доставки заказчикам, а также оперативно выполнять ремонт и техническое обслуживание проходящих судов.
Высокое качество выполняемых работ, надежность и своевременность выполнения заказов обеспечивается современным модернизированным производством, высоким профессионализмом и мастерством специалистов предприятия. Завод признан и сертифицирован такими классификационными обществами, как Российский морской регистр судоходства, Российский Речной Регистр, Lloyd Register of Shipping, Bureau Veritas, Det Norske Veritas, Germanischer Lloyd.
Сегодня Невский судостроительно-судоремонтный завод – современное динамично развивающееся предприятие, способное решать сложные технические и технологические задачи, выпускать востребованную потребителями продукцию, отвечающую мировым стандартам, как для отечественных, так и для иностранных заказчиков.
А за счет тесного сотрудничества с надежными партнерами завод осуществляет строительство судов, максимально отвечающих пожеланиям заказчика. Предприятие открыто для плодотворного и долгосрочного сотрудничества во всех сферах судостроения и судоремонта.
---

### Судостроение
На сегодняшний день производственные мощности завода позволяют строить суда со следующими характеристиками:
• дедвейт до 10000 т
• длина до 160 м
• ширина до 23 м
Завод специализируется на строительстве всех типов судов под ключ: аварийно-спасательные суда, причальные комплексы с вертолетной площадкой, танкеры, сухогрузы, буксиры, служебно-разъездные теплоходы, суда технического флота и флота обеспечения. С 2005 г. завод начал выполнять заказы на строительство судов от зарубежных компаний (Голландия, Норвегия, Казахстан и другие).
---

### Машиностроение
Машиностроение - один из основных видов деятельности завода. Машиностроительное производство имеет технические возможности и высококвалифицированный персонал для изготовления широкого спектра оборудования как судового, так и не судового назначения.
Невский ССЗ - единственное российское предприятие, изготавливающее слиповое оборудование: косяковые тележки, фрикционные лебедки для гребенчатых слипов, которые находят применение во всех регионах России и ближнего зарубежья. Завод изготавливает и выполняет капитальный ремонт электрогидравлических рулевых машин и винто-рулевого комплекса. Накоплен большой опыт в изготовлении палубных устройств, механизмов, дельных вещей, в том числе крышек, люков, горловин, трапов, гидроцилиндров люковых закрытий.
---

### Судоремонт
Одним из ведущих направлений деятельности Невского ССЗ  является судоремонт.
Удобное расположение завода на крупнейшей водной магистрали – Волго-Балтийском водном пути у выхода в Ладожское озеро позволяет оперативно выполнять ремонт и техническое обслуживание проходящих судов. Навигационный, текущий, средний ремонты, ремонт в объеме промежуточного докования, реновация, модернизация, переоборудование и реклассификация - завод располагает всем необходимым оборудованием и квалифицированным персоналом, чтобы выполнять комплексный ремонт судов внутреннего и смешанного "река-море" плавания, как в межнавигационный период, так и во время навигации.
Производственные мощности завода, а также налаженные партнерские отношения с субподрядчиками позволяют выполнять ремонт всех типов судов. Предприятие осуществляет следующий комплекс работ по судоремонту:
- Частичная замена различных корпусных элементов на новые (набор, наружная обшивка корпуса, палуба, переборки), ремонт механизмов оборудования по факту дефектации
- Демонтаж палубных механизмов, монтаж новых или отремонтированных (якорное устройство с ремонтом якорных цепей, швартовное устройство, леерное ограждение и т.д.); демонтаж, полный ремонт винто-рулевого комплекса (ВРК) с возможностью правки, проточки и наплавки валов, монтаж ВРК
- Демонтаж, ремонт и монтаж насосов различной модификации, котлоагрегатов
- Демонтаж-монтаж ГД и ДГА
- Частичная и полная замена трубопроводов судовых систем

Ремонтные  мощности:
Дедвейт - 7000 т
Длина наибольшая - 140 м
Ширина наибольшая - 23 м
---

#### Модернизация и реновация судов
Невский ССЗ осуществляет реновацию, модернизацию, а также зимний отстой судов.
Обновление корпуса судна, механизмов, электрического оборудования позволяет продлить срок эксплуатации судна и снизить затраты на судоремонт.
Обновленное судно обладает рядом преимуществ:
- повышение безопасности плавания и снижение риска потери судна
- повышение экологической безопасности судна
- восстановление периодичности классификационных освидетельствований
- восстановление прав на отсрочку освидетельствований
- преимущества на фрахтовом и страховом рынках

Реновация - замена части корпуса с использованием секционного метода для увеличения срока эксплуатации судна (в некоторых случаях изменение класса судна), ремонт механизмов и оборудования с частичной заменой на новое.
Модернизация – строительство нового судна с использованием элементов  эксплуатируемого судна (как правило, это носовая и кормовая оконечности). Это дает возможность строительства судна с новыми параметрами (изменение габаритов судна, класса судна, назначения и т.д.) с меньшими затратами.

## История
История города Орешка-Шлиссельбурга уходит в древность. В 1323 г. великий князь Новгородский Юрий Данилович основал здесь крепость Орешек.
Шведы не раз осаждали Орешек, стремясь оттеснить Новгородскую республику от моря, и он неоднократно переходил из рук в руки. В 1613 году, во время шведской интервенции, крепость была захвачена шведами. Они переименовали её в Нотебург (швед. Nöteborg, Нётеборг, от швед. nöt, нёт - орех, borg, борг - крепость, город.
Орешек возвращен России в результате штурма крепости флотилией Петра I. Это была первая победа России в Северной войне. Знаменательное событие произошло 11 октября 1702 г. и считается датой основания города, получившего название Шлиссельбург (Ключ-город). Тогда же был утвержден флаг и герб с изображением крепости и ключа. Одного взгляда на карту достаточно, чтобы понять — одним и тем же ключом открываются в этом месте как ворота к морю, так и ворота во внутреннюю водную систему России. Издавна по глубоководным рекам и озерам Восточно-Европейской равнины шла активная торговля. Например, в 1850—1860 годах через Шлиссельбург в северную столицу проходило около 15 тысяч судов и 10 плотов ежегодно.
Необходимость в самостоятельных судоремонтных предприятиях возникла с появлением пароходов. С 1866 по 1906 год паровой флот Северо-Запада увеличился почти в семь раз. К 1914 году в границах Северо-Западного бассейна работало свыше 800 судов с механическим двигателем. Они требовали специализированных предприятий по обслуживанию и ремонту. Пароходы бассейна зимовали в Петербурге, Шлиссельбурге, Вознесенье и других населенных пунктах вдоль берегов рек и каналов. В местах зимовок открывались небольшие мастерские, проводившие их ремонт. Но скоро стало ясно, что требуются более основательные организации.
Судоремонтное предприятие в Шлиссельбурге официально открылось приказом Министерства путей сообщения от 4 ноября 1913 года. Но организационно его существование узаконили 6 ноября, когда вышло «Положение об организации, производстве работ и отчетности казённых ремонтных мастерских для судового и землечерпательного каравана Петроградского округа Путей сообщения». Именно эта дата считается официальным днем рождения Невского судостроительно-судоремонтного завода. Главной задачей завода стал судоремонт казённых пароходов, землечерпательных и других судов.
В годы Великой Отечественной войны Шлиссельбург пережил немецко-фашистскую оккупацию и был основательно разрушен. Восстановление и послевоенное экономическое развитие были неразрывно связаны с деятельностью ОАО «Невский судостроительно-судоремонтный завод».
Спустя всего восемь лет после Победы в Великой Отечественной войне, в 1952 году руководство Северо-Западного речного пароходства (в ведомство которого уже входило предприятие) приняло решение об организации на Невском ССЗ строительства судов.
В послевоенное время на предприятии построено 260 судов разного класса и выполнен капитальный ремонт сотен судов и двигателей.

#### 1952-1970-е гг - начало собственного судостроения
1952 год стал важной вехой в истории Невского завода. Руководство СЗРП приняло решение об организации строительства судов на собственной материально-технической базе. Коллектив завода приступил к созданию для всей отрасли теплоходов серии «Ленинградец», которые могли плавать под ленинградскими мостами вне зависимости от их разводки. Первое судно спустили на воду в 1954 году, а всего построили 18 теплоходов этой серии. Также было освоено строительство нефтеналивных судов и барж для перевозки песка. С 1952 по 2001 год 260 кораблей различного класса и назначения сошло со стапелей Невского ССЗ: от малых пассажирских до буксиров и судов класса «река-море». Серийное судостроение стало одним из основных направлений деятельности завода.
С 1966 года коллектив завода приступил к капитальному ремонту судовых двигателей для всех предприятий европейской части страны. С помощью специалистов научно-исследовательских институтов отрасли шлиссельбуржцы освоили производство рулевых гидравлических машин. А совместно с заводом подъемно-транспортного оборудования начали изготавливать уникальное для СССР слиповое оборудование – косяковые тележки и лебедки.
В 1973 году началось строительство новой серии судов типа «Невский» и буксиров-толкачей проекта Р-153, что значительно изменило процесс доставки минерально-строительных грузов силами пароходства.
С 2001 года началось строительство сухогрузов смешанного «река-море» плавания типа «Валдай». Эти суда предназначались для перевозки грузов не только по водам России, но и в страны ближнего и дальнего зарубежья. Наметили все машиностроительное оборудование для «Валдая» изготавливать на Невском заводе. Именно в Шлиссельбурге было запланировано организовать базу ремонта судовых двигателей. Благодаря этому предприятие добилось двукратного перевыполнения запланированных объемов производства. Оно стало оказывать услуги не только своему холдингу, но и другим компаниям.
После реконструкции слипа, которая завершилась в мае 2004 года, его грузоподъемность увеличивалась до 3000 тонн, что обеспечило подъем практически всех типов судов класса «река-море». Были достроены два эллинга длиной в 220 и шириной в 42 и 48 метров (помещения для постройки или ремонта судов на берегу). Завершены работы по модернизации спускового устройства открытого стапеля, приведено в рабочее состояние крановое хозяйство. В одном из цехов введена новая линия. Установка на ней немецкого оборудования позволила существенно снизить трудоемкость производства.

#### Три составные части успеха Невского завода
И сегодня судостроение по-прежнему является приоритетным направлением деятельности предприятия. С 2009 года завод имеет стабильную полную загрузку судостроительными заказами, осуществляя строительство «под ключ» всех типов судов. Производственные мощности завода, модернизированные в соответствии с современными судостроительными технологиями, позволяют строить суда, отвечающие всем международным стандартам. В настоящее время идет строительство по государственному заказу 4-х аварийно-спасательных судов и по коммерческому заказу - 10 сухогрузов типа «река-море».
Другим направлением деятельности заводчан остается судоремонт, который включает в себя переоборудование и модернизацию судов. Сегодня Невский судостроительно-судоремонтный завод, на котором работает больше тысячи человек, уверенно стоит на пути возрождения и развития традиций судостроения, судоремонта и машиностроения.

## Продукция

### Средний морской танкер проекта 23130
- Длина наибольшая - 130,0м,
- Длина между перпендикулярами - 122,7м,
- Ширина габаритная, около - 21,5м,
- Ширина - 21,0м,
- Высота борта на миделе до верхней палубы - 10,0м,
- Осадка наибольшая, около - 7,0м,
- Скорость хода - 16 узлов,
- Дедвейт при ос адке по ГВЛ, около - 9000т,
- Дальность плавания, около - 8000 морских миль,
- Автономность по запасам воды и провизии, около - 60 суток,
- Экипаж - 24+12 человек

Судно представляет собой средний морской танкер, стальной, однопалубный, с бульбовой носовой и транцевой кормовой оконечностью, с надстройками бака и юта, с двойным корпусом в районе грузовых танков, с грузовым трюмом в средней части, с кормовым расположением жилой надстройки и машинного отделения, с дизельной одновальной пропульсивной установкой, с носовым подруливающим устройством, с категорией ледового усиления «Arc 4».
Судно предназначено для приема, хранения, транспортировки и передачи жидких грузов: дизельного топлива, мазута флотского, керосина авиационного, моторного масла, воды; сухих грузов: продовольствия, шкиперского и технического имущества.
Район плавания – неограниченный.
Район эксплуатации:
- самостоятельное плавание без ограничения района в неарктических морях;
- самостоятельное плавание в летне-осеннюю навигацию в Баренцевом море;
- плавание под проводкой за ледоколом в зимне-весеннюю навигацию в Баренцевом море.

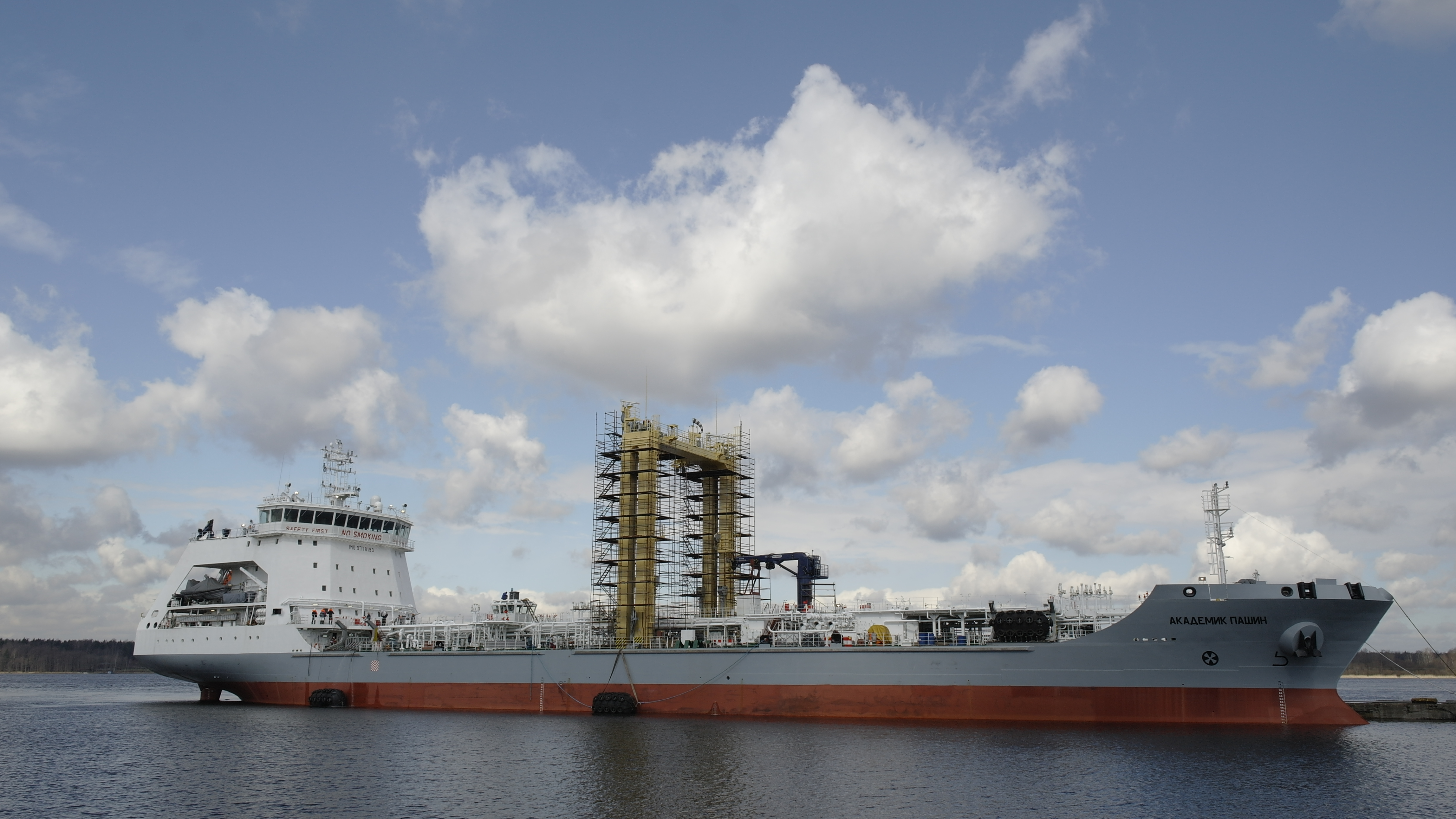
Средний морской танкер проекта 23130 "Академик Пашин"

Условия эксплуатации - круглогодично, в соответствии со знаком категории ледовых усилений в символе класса судна.

### Многофункциональный буксир-спасатель мощностью 2,5-3 МВт проекта MPSV12
- Длина габаритная - 73,0м,
- Ширина габаритная - 16,6м,
- Высота борта - 6,7м,
- Рабочие осадки - 4,0-5,1м,
- Мощность энергетической установки - 4Мвт,
- Скорость на полном ходу - 15 узлов,
- Тяговое усилие на швартовах - 70т,
- Автономность - 20 суток,
- Экипаж - 20человек,
- Места для спасенных - 81

Тип судна:
Многофункциональный мелкосидящий буксир-спасатель с двумя гребными винтам, с усиленным ледовым классом, с наклонным форштевнем и крейсерской кормовой оконечностью, с удлиненной двухъярусной надстройкой бака, носовым расположением жилой надстройки и машинным отделением в средней части, с дизельной энергетической установкой, с двумя носовыми и одним кормовым подруливающими устройствами, с категорией ледового усиления «Arc5».
Назначение судна:
− патрулирование, аварийно-спасательное дежурство в районах судоходства, рыбного промысла, морских нефтяных и газовых промыслов в соответствии с классом
- поиск и оказание помощи терпящим бедствие судам
- аварийно-спасательные, судоремонтные и водолазные работы на глубине до 60 м, а также подводно-технические работы с подводной сваркой и резкой
- буксировка аварийных судов и объектов к месту убежищ, а также выполнение морских буксировок судов, плавучих объектов и сооружений во льдах и на чистой воде
- тушение горящего на воде топлива, ликвидация аварийных разливов нефти и нефтепродуктов (ЛАРН)
- поиск и обследование подводных потенциально опасных объектов
- поиск, спасение, эвакуация и размещение людей, оказание им медицинской помощи
- оказание помощи в тушении пожаров на плавучих и береговых объектах, доступных для подхода с моря
- доставка генеральных и наливных грузов
- доставка персонала
- управление ТНГА рабочего класса с глубиной погружения до 3000м

### Многофункциональное аварийно-спасательное судно проекта MPSV07
Проект MPSV07 разработан Морским инженерным бюро.
По заказу Федерального Агентства морского и речного транспорта Министерства транспорта РФ Невский завод осуществляет строительство серии из четырёх судов.
Многофункциональное аварийно-спасательное судно неограниченного района плавания усиленного ледового класса предназначено для поиска и оказания помощи терпящим бедствие судам; поиска, спасения и эвакуации людей; снятия с мелей аварийных судов и их буксировки; тушения пожаров на судах, тушения горящего на воде топлива, ликвидации аварийных разливов нефти; выполнения глубоководных подводно-технических работ на глубинах до 300 м, обследования морского дна и поврежденных объектов на глубинах до 1000 м.